# 까리우스

## 클럽 경력
까리우스는 브라질의 볼타 레돈다 유소년 팀에서 성장했으며, 이후 오스트리아와 터키, 일본 등 다양한 리그에서 활약했다.  
2023-24 시즌 사우디 아라비아의 알 나즈마 클럽에서 9골 11도움을 기록하며 주목을 받았고, 2024-25 시즌에는 알 아달라 소속으로 20골 8도움을 기록해 득점왕에 올랐다.  
2025년 6월, 서울 이랜드 FC로 이적하여 K리그2 무대에 입성했다.

## 특징
까리우스는 주로 세컨드 스트라이커와 윙어로 뛰며, 정교한 오른발 킥과 세트피스 상황에서의 날카로운 감각을 지닌 선수이다.  
폭발적인 침투와 공간 활용 능력을 통해 직접 득점은 물론 동료를 살리는 플레이에도 능하다.